# Carl Nicholas Reeves
Carl Nicholas Reeves (Gran Bretaña 28 de septiembre de 1956) es un egiptólogo inglés.

## Biografía
Es hijo del fotógrafo Arthur Raymond Reeves y de Elizabeth Reeves. Tras estudiar historia en el University College de Londres, se doctoró en egiptología en la Universidad de Durham con la tesis Studies in the Archaeology of the Valley of the Kings, with particular reference to tomb robbery and the caching of the royal mummies (1984) y trabajó en el departamento de egiptología del Museo Británico (1984-1991). Es consultor de egiptología del Museo Freud de Londres (1986-2006), del Museo Myers del Colegio Eton (en Berkshire, 2000-2010) y de Henry Herbert, séptimo Conde de Carnavon en su castillo de Highclere (1988-1998). Además es conservador asociado de la Fundación Lila Acheson Wallace y el Departamento de Arte Egipcio del Museo Metropolitano de Nueva York.
En 2002 le fue suspendido el permiso para excavar en Egipto tras recibir acusaciones de tráfico ilegal de antigüedades, pero como tres años de investigaciones no pudieron demostrar vinculación alguna con dicho tráfico su nombre fue rehabilitado.
A mediados de agosto de 2006 descubrió con su equipo del Amarna Royal Tombs Project y mediante georrádar dos nuevas tumbas en el Valle de los Reyes, la KV63 (posteriormente excavada por Otto Schaden) y la KV64. Y a principios de 2015 divulgó su teoría de que la tumba de Nefertiti se encontraba oculta y aledaña a la de Tutankamón fundándose en una fisura que aparece en una reconstrucción informática tridimensional de su tumba, la KV62. Esta fisura indicaría la existencia de una puerta o acceso tapiado a otra tumba real, ya que la comparación del mapa de la tumba con los de otras mostraba ser muy probable. Según él esta tumba se mantuvo intacta y se reutilizó la parte más cercana de su entrada para colocar los restos de Tutankamón tras su prematura muerte diez años después de la de Nefertiti. Posteriormente, el 28 de noviembre de 2015, un sondeo con georrádar del experto japonés Hirokatsu Watanabe realizado por orden del ministro egipcio de antigüedades Mamdouh al-Damati anunció «una probabilidad del 90%» de que existiera una cámara secreta tras el muro norte de la tumba de Tutankamón. El gobierno egipció prepara desde entonces una forma segura y respetuosa para poder acceder a esta cámara sellada, que no necesariamente puede ser la de la reina Nefertiti, sino acaso la de la madre de Tutankamón, Kiya, o la reina Meritatón.
Reeves ha organizado o se ha visto involucrado en diversas exposiciones importantes de arte egipcio, clásico y oriental en el Museo Británico de Londres, el Museo Metropolitano de Arte de Nueva York, el Rijksmuseum van Oudheden de Leiden, el Roemer-und Pelizaeus-Museum de Hildesheim, el Centro Cultural Conde Duque de Madrid, el Museo de Artes Decorativas de Burdeos y otros diversos en Japón.
Ha organizado dos conferencias internacionales: After Tutankhamun: an International Conference on the Valley of the Kings (Castillo de Highclere, 1990; y The Amarna Royal Tombs Project 1998-2001 (University College de Londres, 2001).
Diversos documentales televisivos dedicados a su trabajo se han transmitido por The Learning Channel (Nefertiti, Egypt's Mysterious Queen, 1999) y Tokyo Broadcasting System (TBS) (Missing Queen of the Sun, 2002).

## Publicaciones
Reeves ha publicado numerosos artículos académicos, entre los que destacan:
- Valley of the Kings: The Decline of a Royal Necropolis
- The Complete Tutankhamun
- Howard Carter: Before Tutankhamun (con John H. Taylor)
- The Complete Valley of the Kings (con Richard H. Wilkinson)
- Ancient Egypt: The Great Discoveries
- Akhenaten: Egypt's False Prophet
- Into the Mummy's Tomb: The real-life discovery of Tutankhamun's Treasures (libro para niños).